# Robert Bartlett
Robert Abram Bartlett (Brigus, Terranova, 15 de agosto de 1875 - 28 de abril de 1946), fue un capitán de barco y explorador canadiense del Ártico.

## Biografía
Robert Bartlett nació en Brigus (Terranova) en el seno de una familia de pescadores. A los diecisiete años ya capitaneaba su primer barco. Pasó cincuenta años realizando mapas y explorando las aguas del Polo Norte, dirigiendo más de cuarenta expediciones al Ártico, más que nadie, antes o después. Acompañó a Robert Peary con el barco Roosevelt en su exploración del Ártico, aunque no participó en el ataque final al querer ser Peary el único blanco en llegar al Polo Norte. Sin embargo, Bartlett fue el primero en navegar al norte de los 88°N de latitud.
En 1914 Bartlett consiguió salvar la vida de los hombres que participaban en la Expedición Karluk, después de que Vilhjalmur Stefansson, que la dirigía, hubiese dejado la expedición. Bartlett anduvo más de 1000 kilómetros entre la isla de Wrangel, en Siberia, donde se encontraba varada la expedición, hasta Alaska para pedir ayuda.
Entre 1925 y 1945 dirigió numerosas expediciones científicas al Ártico, con el apoyo de museos estadounidenses, el Explorers Club y la National Geographic Society. Adoptó la nacionalidad estadounidense para financiar mejor sus expediciones.
- Datos: Q2750909
- Multimedia: Robert Bartlett (explorer) / Q2750909